# Carmel d'Auch
Pour les articles homonymes, voir Carmel.
Le carmel d'Auch est un ancien couvent situé dans la ville d'Auch, dans l'Occitanie dans le Gers.

## Histoire
Les façades et les toitures sont inscrites au titre des monuments historiques par arrêté du 13 février 1979.
Les Carmélites logeaient dans le bâtiment avant la Révolution, elles acquirent une maison à laquelle elles annexèrent d'autres bâtiments après 1789, comprenant les deux galeries du cloître et la chapelle.

## Description
Il n'a pas subi pas de modifications depuis, néanmoins un plafond moderne dissimule le plafond ancien dans l'ancienne chapelle. 